# Parco di María Luisa

Pianta urbanistica del Parco

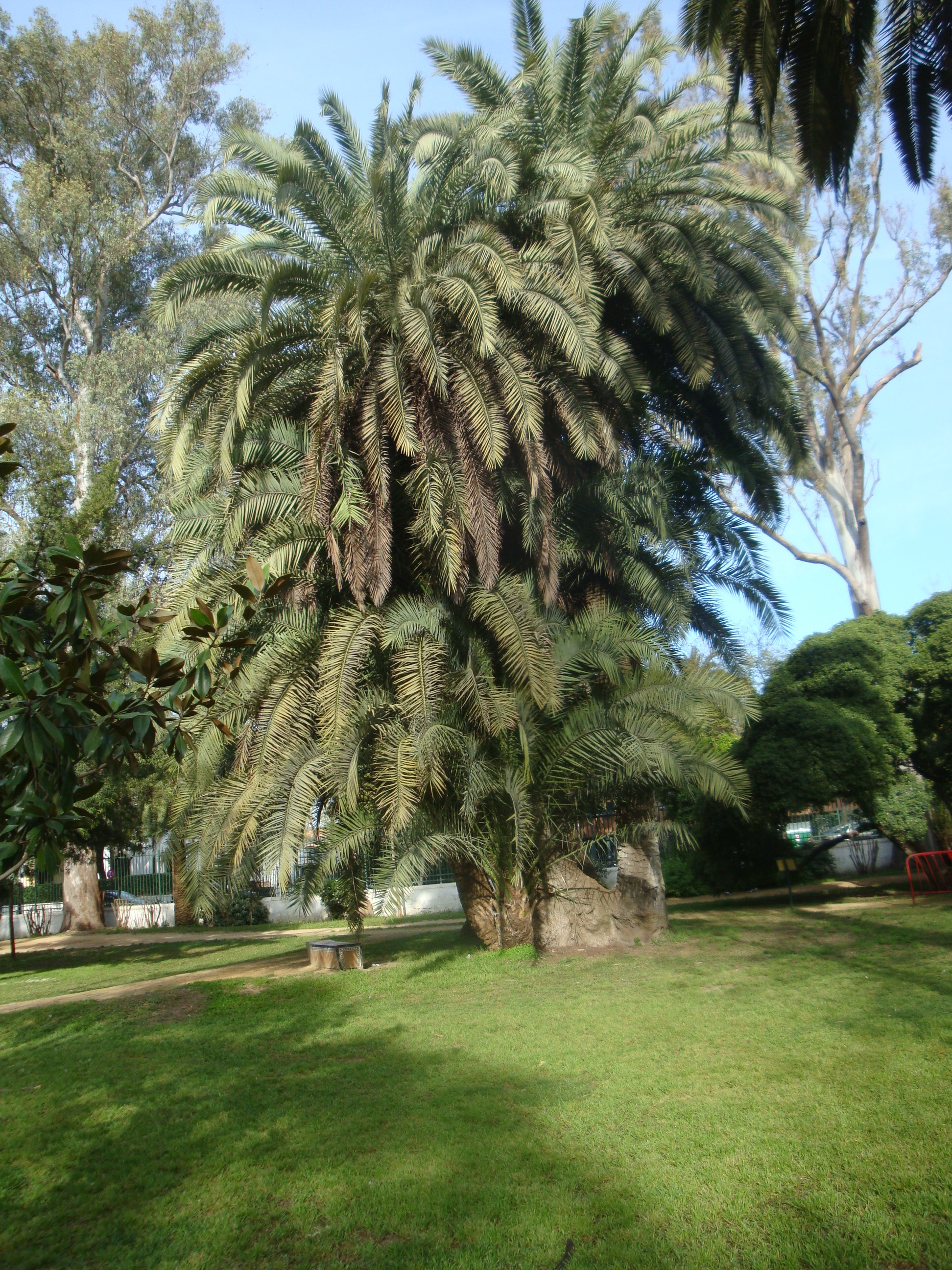
Parco di María Luisa

Il parco di María Luisa è un giardino pubblico di Siviglia, tra i più noti della città.

## Storia
Questi giardini all'inizio erano parte dei giardini privati del Palacio de San Telmo ma nel 1893 furono donati alla città da Maria Luisa, duchessa di Montpensier. Vennero modificati successivamente per l'Esposizione iberoamericana del 1929, quando vennero costruiti da Aníbal González gli edifici espositivi di Plaza de España e Plaza de América. Le piazze furono inaugurate il 18 aprile del 1914, mentre i giardini furono progettati dall'ingegnere francese Jean-Claude Nicolas Forestier, che diede ai giardini un tocco romantico ispirato ai giardini del Generalife, dell'Alhambra e dell'Alcázar di Siviglia.

## Elenco diglorietase di altri spazi
- Plaza de España
- Teatro Lope de Vega
- Glorieta de Aníbal González
- Glorieta de Luca de Tena
- Glorieta de Covadonga
- Isleta de los Patos
- Glorieta Azul
- Glorieta de la Concha
- Glorieta de Doña Sol
- Glorieta de Ofelia Nieto
- Jardín de los Leones
- Pabellón Domecq
- Glorieta Hermanos Machado

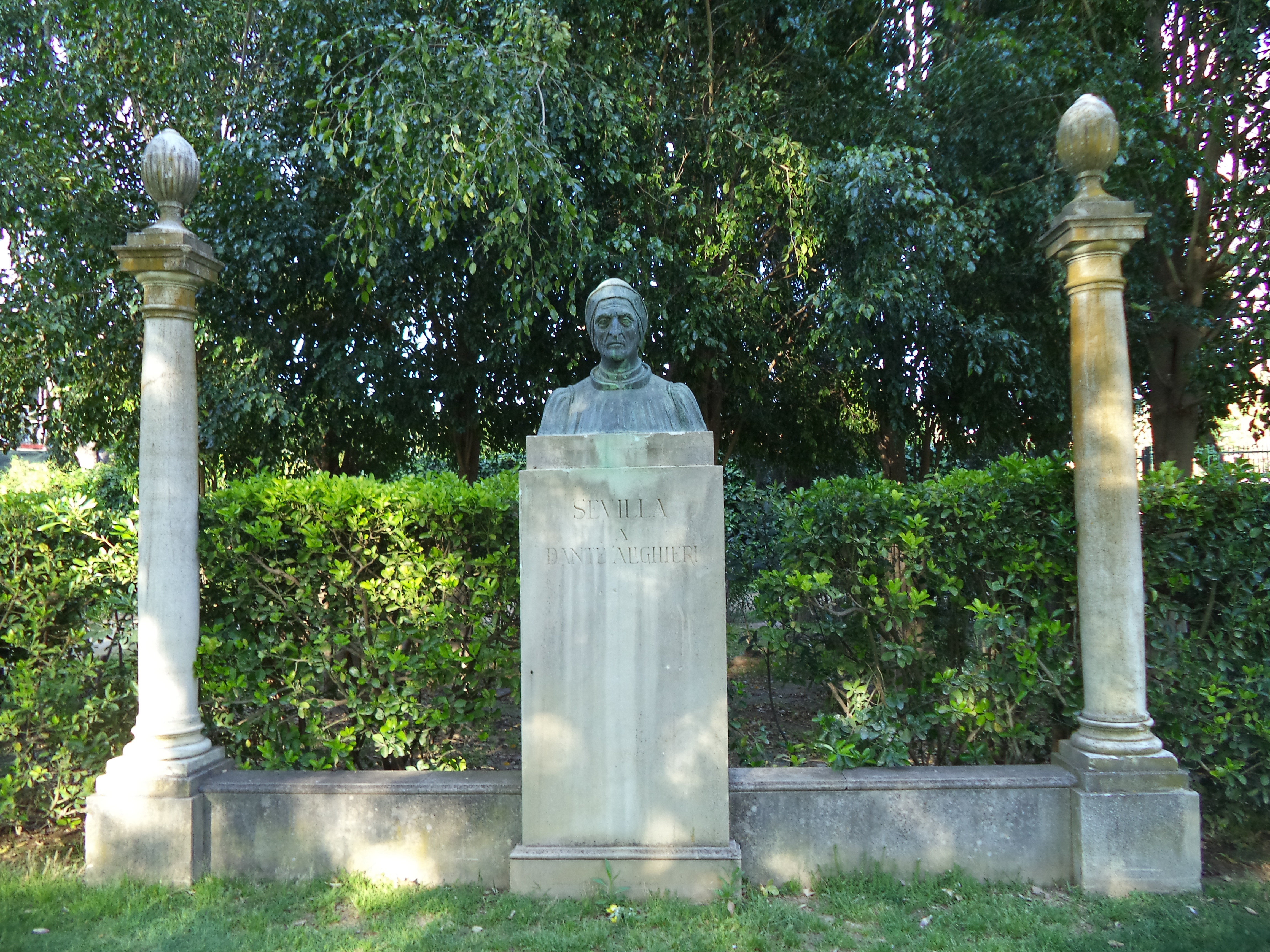
Glorieta di Dante Alighieri

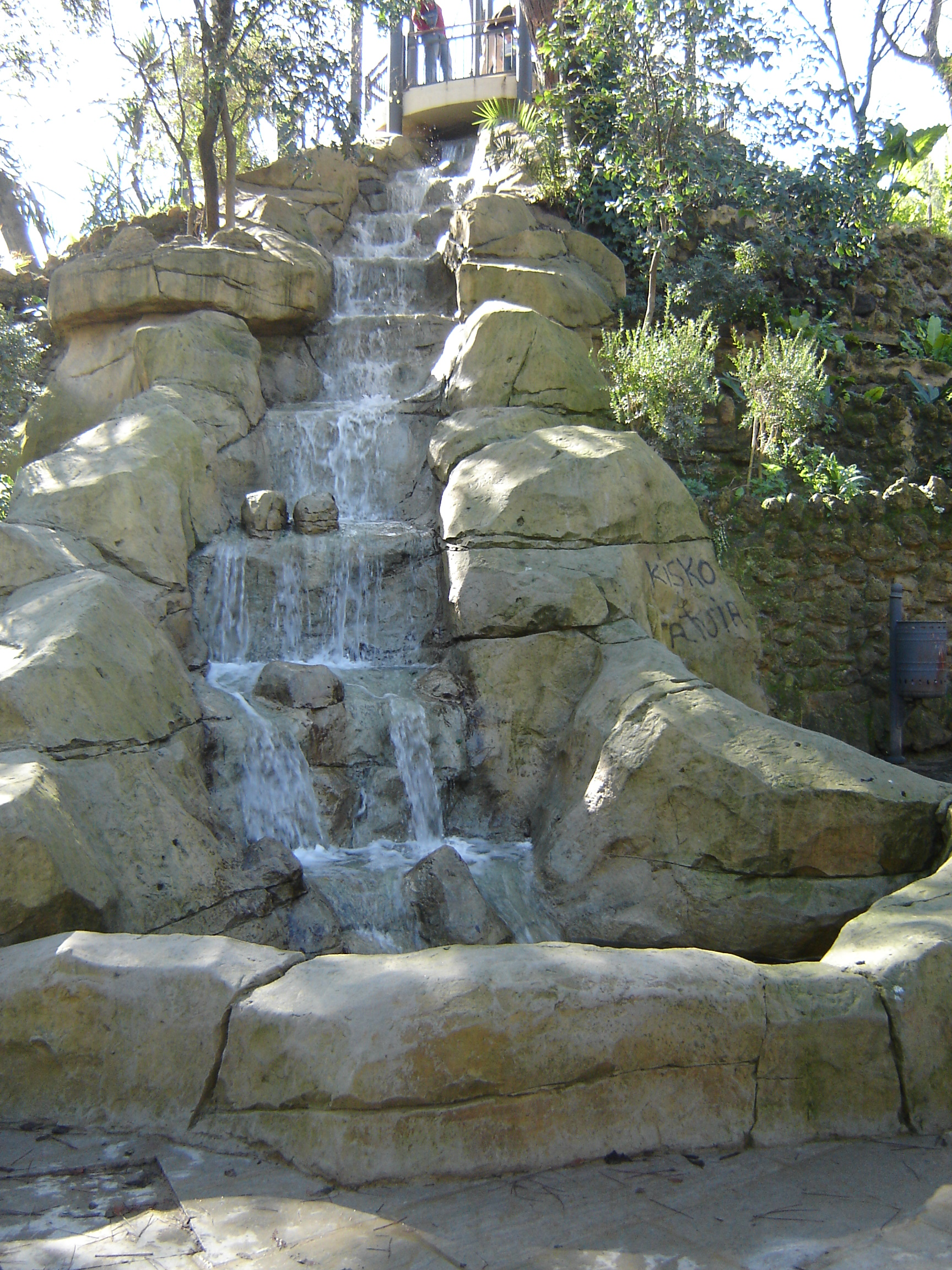
Monte Gurugù

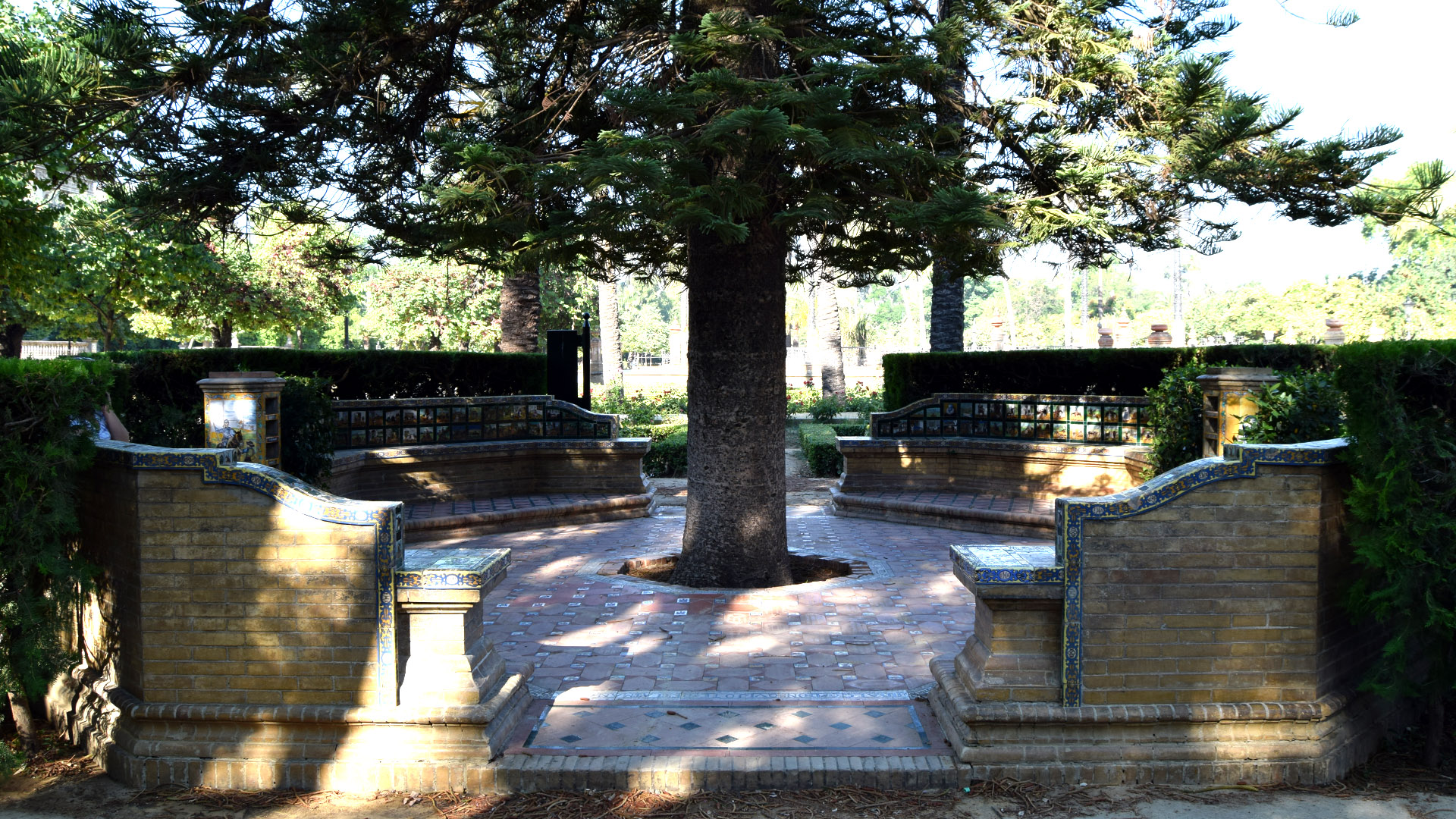
Glorieta di Cervantes

- Glorieta Hermanos Álvarez Quintero
- Monte Gurugú
- Glorieta de Haití
- Glorieta Rafael de León
- Glorieta José María Izquierdo
- Glorieta de Rodríguez Marín
- Glorieta de los Lotos
- Glorieta de Bécquer
- Glorieta de Luis Montoto
- Glorieta de Dante Alighieri
- Glorieta de Mas y Prat
- Glorieta de Goya
- Glorieta Virgen de los Reyes
- Glorieta de Concha Piquer
- Glorieta de Cervantes
- Glorieta de Juanita Reina
- Museo Arqueológico
- Pabellón Real
- Museo de Artes y Costumbres Populares
- Monumento a la Infanta María Luisa
- Fuente de las Ranas
- Jardines de las Delicias de Arjona
- Fuente de los Toreros
- Fuentes de las Palomas
- Glorieta de San Diego
- Monumento a La Raza
- Glorieta de la Mesa Mural
- Glorieta del Reloj
- Glorieta Gabriela Ortega Gómez
- Glorieta Mario Méndez Bejaran